# Colomesus
Colomesus is een geslacht van straalvinnige vissen uit de familie van kogelvissen (Tetraodontidae).

## Soorten
De volgende soorten zijn bij het geslacht ingedeeld:
- Colomesus asellus (Müller & Troschel, 1849)
- Colomesus psittacus(Bloch & Schneider, 1801)